# Juan Fernando Franco Sánchez
Juan Fernando Franco Sánchez (* 1. Juni 1975 in Barbosa, Departamento de Antioquia) ist ein kolumbianischer Geistlicher und römisch-katholischer Bischof von Caldas.

## Leben
Juan Fernando Franco Sánchez studierte Philosophie und Theologie an der Päpstlichen Universität Bolivariana in Medellín. Am 29. März 2003 empfing er das Sakrament der Priesterweihe für das Bistum Caldas.
Nach weiteren Studien in Rom erwarb er an der Päpstliche Universität Santa Croce das Lizenziat im Fach Kanonisches Recht. Neben verschiedenen Aufgaben in der Pfarrseelsorge, unter anderem an der Kathedrale des Bistums, war er als Diözesanjugendseelsorger und in der Hochschulseelsorge tätig. Er war Rektor des diözesanen Priesterseminars, Kanzler der Diözesankurie, Verantwortlicher für die Familienseelsorge sowie Präsident des diözesanen Kirchengerichts und Offizial des Bistums. Bis zum Oktober 2021 war er unter Bischof César Alcides Balbín Tamayo Generalvikar des Bistums Caldas. Nach dessen Ernennung zum Bischof von Cartago wurde er zum Diözesanadministrator des Bistums Caldas gewählt.
Am 15. Oktober 2022 ernannte ihn Papst Franziskus zum Bischof von Caldas. Der Apostolische Nuntius in Kolumbien, Erzbischof Luis Mariano Montemayor, spendete ihm am 9. Dezember desselben Jahres in der Kathedrale von Caldas die Bischofsweihe. Mitkonsekratoren waren der Erzbischof von Medellín, Ricardo Tobón, und der Erzbischof von Bogotá, Luis José Rueda Aparicio.